# Cheumatopsyche logani
Cheumatopsyche logani is een schietmot uit de familie Hydropsychidae. De soort komt voor in het Nearctisch gebied.